# 남부작은개미핥기
남부작은개미핥기는 작은개미핥기속에 속하는 동물이다. 베네수엘라부터 북부 아르헨티나까지 고루 분포하고 있다.